# Brno-Chrlice
Brno-Chrlice – stacja kolejowa w Brnie przy ulicy Rebešovickiej 120/35, w kraju południowomorawskim, w Czechach. Położona jest na wysokości 215 m n.p.m.
Na stacji istnieje możliwość zakupu biletów i rezerwacji miejsc. 

## Linie kolejowe
- 300 Brno - Přerov